# Arqueoparasitologia
A arqueoparasitologia, um campo multidisciplinar dentro da paleopatologia, é o estudo de parasitas em contextos arqueológicos. Inclui estudos de protozoários e metazoários parasitas de humanos no passado, bem como parasitas que podem ter afetado sociedades humanas anteriores, como aqueles que infestam animais domésticos.
O primeiro relatório arqueoparasitológico descreveu ovos calcificados de Bilharzia haematobia (agora Schistosoma haematobium) dos rins de uma antiga múmia egípcia. Desde então, muitas questões arqueológicas fundamentais foram respondidas integrando nosso conhecimento dos hospedeiros, ciclos de vida e biologia básica dos parasitas, com os contextos arqueológicos, antropológicos e históricos nos quais eles se encontram.

## Noções básicas de parasitologia
Parasitas são organismos que vivem em estreita associação com outro organismo, denominado hospedeiro, no qual o parasita se beneficia da associação, em detrimento do hospedeiro. Muitos outros tipos de associações podem existir entre dois organismos intimamente relacionados, como comensalismo ou mutualismo.
Endoparasitas (como protozoários e helmintos), tendem a ser encontrados dentro do hospedeiro, enquanto ectoparasitas (como carrapatos, piolhos e pulgas) vivem do lado de fora do corpo do hospedeiro. Os ciclos de vida dos parasitas geralmente exigem que diferentes estágios de desenvolvimento passem sequencialmente por várias espécies de hospedeiros para amadurecer e se reproduzir com sucesso. Alguns parasitas são muito específicos para o hospedeiro, o que significa que apenas uma ou algumas espécies de hospedeiros são capazes de perpetuar seu ciclo de vida. Outros não são específicos do hospedeiro, uma vez que muitos hospedeiros diferentes parecem abrigar e transmitir os estágios infecciosos do parasita.